# Arabi (Georgie)
Arabi je město v Crisp County, v Georgii, ve Spojených státech amerických. V roce 2011 žilo ve městě 585 obyvatel.

## Demografie
Podle sčítání obyvatel v roce 2000 žilo ve městě 456 obyvatel, 185 domácností, a 120 rodin. V roce 2011 žilo ve městě 294 mužů (50,3%), a 291 žen (49,7%). Průměrný věk obyvatele je 41 let.